# Андрю Уайлс
Сър Андрю Джон Уайлс (на английски: Sir Andrew John Wiles, титлата му е от 2000, след като е посветен в рицарство) е английски математик, професор по математика в Принстънския университет, завеждащ неговата катедра по математика, член на научния съвет на Института по математика Клей.
Получава степента бакалавър през 1974 г. в Колежа Мертон на Оксфордския университет.
Своята научна кариера започва през лятото на 1975 под ръководството на професор Джон Коутс в Колежа Клер на Кеймбриджкия университет, където и получава степента доктор.
В периода 1977 - 1980 Уайлс заема длъжността младши научен сътрудник в колежа Клер и доцент в Харвардския университет. През 1982 г. се премества в САЩ.
Едно от най-важните събития в неговата кариера става заявлението му, че е доказал Великата теорема на Ферма в 1993 г. и публикуването на изящен метод, позволяващ да се завърши доказателството през 1994 г. Професионално работи над Великата теорема на Ферма от началото на лятото на 1986 г.

## Награди
Получава Абелова награда през 2016 г.